# Волков Василь Олексійович
Василь Олексійович Волков (* 21 березня (2 квітня) 1840 — 22 квітня (5 травня) 1907) — російсько-український художник-передвижник. Закінчив Академію мистецтв у Петербурзі.

## Життєпис
По закінчені академії перебрався до Полтави, де викладав малювання в Петровському кадетському корпусі та в Інституті шляхетних дівчат, мав власну художню студію.
Працював в різних жанрах — портретному, побутовому, історичному. Це портрети Є.Прайс, царя Олександра ІІ, колег-передвижників М.Ярошенка і Леоніда Позена, картини «Українець», «Няня», «Гоголь слухає лірника», «Гоголь у Василівці», «Околиці Полтави» та ін. У співавторстві з Позеном розробив ескіз надгробка Івана Котляревського. Одна з загадковіших його картин — «Петро І відвідує в тюрмі наказного гетьмана Павла Полуботка в 1724 році», в якій він зобразив момент, коли, за переданням, Полуботок кинув цареві фразу «Скоро, дуже скоро суд Божий розсудить Петра з Павлом!». Тривалий час ця картина була відома лише у копії Я.Вінглянського — 1911 року.
Похований на Монастирському кладовищі Полтавського Хрестоздвиженською монастиря.

## Галерея робіт

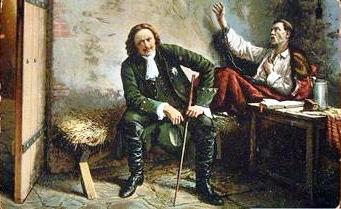
Василь Волков, «Петро І відвідує в тюрмі наказного гетьмана Павла Полуботка в 1724 році»
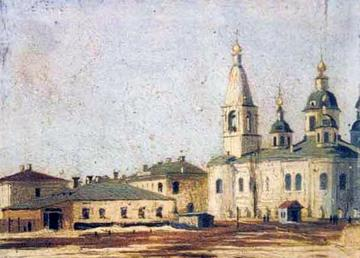
Сретенська церква в Полтаві